# آيت زكيد (آيت إيشو)
آيت زكيد هي إحدى مشيخات المملكة المغربية، تتبع جغرافيا لإقليم الخميسات وإداريًا لآيت إيشو. يقدر عدد سكانها بـ 915 نسمة حسب الإحصاء الرسمي للسكان والسكنى لسنة 2004.